# Communauté de communes Sources de la Loire
Die Communauté de communes Sources de la Loire ist ein ehemaliger französischer Gemeindeverband mit Rechtsform einer Communauté de communes im Département Ardèche, dessen Verwaltungssitz sich in dem Ort Saint-Cirgues-en-Montagne befand. Er lag am Westrand des Départements im Zentralmassiv auf einer dünn besiedelten Hochfläche im Quellgebiet (frz. source) der Loire. Der Ende 2005 gegründete Gemeindeverband bestand aus acht Gemeinden auf einer Fläche von 218,8 km2.

## Aufgaben
Zu den vorgeschriebenen Kompetenzen gehörten die Entwicklung und Förderung wirtschaftlicher Aktivitäten und des Tourismus. Der Gemeindeverband bestimmte die Wohnungsbaupolitik und betrieb die Müllabfuhr, die Straßenmeisterei und die Rettungsdienste.

## Historische Entwicklung
Mit Wirkung vom 1. Januar 2017 fusionierte der Gemeindeverband mit der Communauté de communes Cévenne et Montagne Ardéchoises und der Communauté de communes Entre Loire et Allier und bildete so die Nachfolgeorganisation Communauté de communes de la Montagne d’Ardèche. 

## Ehemalige Mitgliedsgemeinden
Folgende acht Gemeinden gehörten der Communauté de communes Sources de la Loire an:
| Gemeinde                  | Einwohner 1. Januar 2022 | Fläche km² | Dichte Einw./km² | Code INSEE | Postleitzahl |
| ------------------------- | ------------------------ | ---------- | ---------------- | ---------- | ------------ |
| Cros-de-Géorand           | 151                      | 43,4       | 3                | 07075      | 07630        |
| Le Béage                  | 255                      | 32,8       | 8                | 07026      | 07630        |
| Le Roux                   | 64                       | 16,4       | 4                | 07200      | 07560        |
| Mazan-l’Abbaye            | 124                      | 44,8       | 3                | 07154      | 07510        |
| Sagnes-et-Goudoulet       | 119                      | 25,0       | 5                | 07203      | 07450        |
| Saint-Cirgues-en-Montagne | 215                      | 21,8       | 10               | 07224      | 07510        |
| Sainte-Eulalie            | 209                      | 22,1       | 9                | 07235      | 07510        |
| Usclades-et-Rieutord      | 110                      | 12,5       | 9                | 07326      | 07510        |